# التهاب السحايا والدماغ الأميبي الأولي
داء النيجلريّة (المعروف أيضًا باسم التهاب السحايا والدماغ الأميبي الأولي) هو عدوى في الدماغ عن طريق وحيدة الخلية حقيقي النواة النيجلرية الدجاجية.
عادةً ما تتوجدان، الدجاجية في المسطحات الدافئة للمياه العذبة، مثل البرك والبحيرات والأنهار والينابيع الساخنة. توجد أيضًا في التربة، وإمدادات المياه البلدية سيئة الصيانة، وسخانات المياه، بالقرب من تصريف المياه الدافئة للمنشآت الصناعية، وفي أحواض السباحة سيئة الكلورة أو غير المكلورة، في مرحلة سحابية أميبية أو مؤقتة. لا يوجد دليل على أنها تعيش في المياه المالحة. بما أن المرض نادر الحدوث، فغالبًا ما لا يتم اعتباره تشبه الأعراض أعراض التهاب السحايا.
على الرغم من أن العدوى نادراً ما تحدث، إلا أنها تؤدي حتماً إلى الوفاة. من بين 450 حالة أو نحو ذلك من حالات داء السكري في الستين عامًا الماضية، لم ينج منها سوى سبع حالات، مما يشير إلى أن معدل وفيات الحالات هو 98.5٪.

## العلامات والأعراض
تبدأ الأعراض من أسبوع إلى أسبوعين. تشمل الأعراض الأولية تغيرات في الذوق والشم والصداع والحمى والغثيان والقيء وآلام الظهر، والرقبة الصلبة. الأعراض الثانوية تشبه أيضًا التهاب السحايا بما في ذلك الالتباس والهلوسة وقلة الانتباه وترنح وتشنجات ونوبات. بعد بدء الأعراض، يتطور المرض بسرعة على مدى ثلاثة إلى سبعة أيام، مع حدوث الوفاة عادةً في أي مكان بعد سبعة إلى أربعة عشر يومًا، على الرغم من أنه قد يستغرق وقتًا أطول. في عام 2013، توفي رجل في تايوان بعد خمسة وعشرين يومًا من إصابته بمرض نجيرية دجاجية.

## الأسباب
تغزو بكتيريا داء النيجلريّة الجهاز العصبي المركزي عن طريق الأنف، وتحديداً من خلال الغشاء المخاطي الشمي للأنف. ويحدث هذا عادةً نتيجة إدخال الماء الملوث ببكتيريا داء النيجلريّة إلى الأنف أثناء ممارسة أنشطة مثل السباحة أو الاستحمام أو غسل الأنف.
تتبع الأميبا الألياف العصبية الشمية من خلال الصفيحة المشبكية للعظم الغربالي في الجمجمة. وهناك، تهاجر إلى البصيلات الشمية ومن ثم إلى مناطق أخرى من الدماغ، حيث تتغذى على الأنسجة العصبية. يبدأ الكائن الحي بعد ذلك في استهلاك خلايا الدماغ، بشكل مجزأ من خلال التروجوسيتوسيس عن طريق جهاز امتصاص فريد من نوعه غني بالأكتين يمتد من سطح الخلية ثم يصبح مسبباً للأمراض، مسبباً التهاب السحايا والدماغ الأميبي الأولي.
تظهر أعراض التهاب السحايا والدماغ الأميبي الأولي مشابهة لأعراض التهاب السحايا البكتيري والفيروسي. عند ظهور المرض المفاجئ، تظهر مجموعة كبيرة من المشاكل. تؤثر السيتوكينات الذاتية المنشأ، التي تفرز استجابةً لمسببات الأمراض، على الخلايا العصبية المنظمة للحرارة في منطقة ما تحت المهاد وتسبب ارتفاعاً في درجة حرارة الجسم. بالإضافة إلى ذلك، قد تعمل السيتوكينات على العضو الوعائي في الصفيحة الطرفية، مما يؤدي إلى تخليق البروستاغلاندين (PG) E2 الذي يعمل على منطقة ما تحت المهاد، مما يؤدي إلى زيادة في درجة حرارة الجسم. كما أن إفراز السيتوكينات والسموم الخارجية المنشأ إلى جانب زيادة الضغط داخل الجمجمة يحفزان مستقبلات الألم في السحايا مما يؤدي إلى الإحساس بالألم.
ويؤدي إطلاق الجزيئات السامة للخلايا في الجهاز العصبي المركزي إلى تلف الأنسجة ونخرها على نطاق واسع، مثل تلف العصب الشمي من خلال تحلل الخلايا العصبية وإزالة الميالين، وعلى وجه التحديد، يصبح العصب الشمي والبصيلات الشمية نخرية ونزفية. يؤدي انثناء العمود الفقري إلى تيبس الرقبة بسبب تمدد السحايا الملتهبة .تؤدي الزيادة في الضغط داخل القحف إلى تحفيز منطقة الباحة المنخفضة لخلق إحساس بالغثيان الذي قد يؤدي إلى انفتاق الدماغ وتلف في التكوين الشبكي. وفي نهاية المطاف، تؤدي الزيادة في السائل النخاعي الناتج عن التهاب السحايا إلى زيادة الضغط داخل القحف وتؤدي إلى تدمير الجهاز العصبي المركزي. على الرغم من أن الفيزيولوجيا المرضية الدقيقة وراء النوبات التي يسببها التهاب السحايا الشوكي غير معروفة، إلا أن العلماء يتكهنون بأن النوبات تنشأ من تغير نفاذية السحايا الناجم عن زيادة الضغط داخل الجمجمة.

## المرضية
ينتشر نيجلرية دجاجية في الأجواء دافئة راكدة من المياه العذبة (عادة خلال أشهر الصيف)، ويدخل إلى الجهاز العصبي المركزي بعد نفخ المياه المصابة عن طريق ربط نفسه بالعصب الشمي. ثم تهاجر عبر صفيحة الكريب إلى المصابيح الشمية في الدماغ الأمامي، حيث تتكاثر كثيرًا عن طريق التغذية على الأنسجة العصبية.

## التشخيص

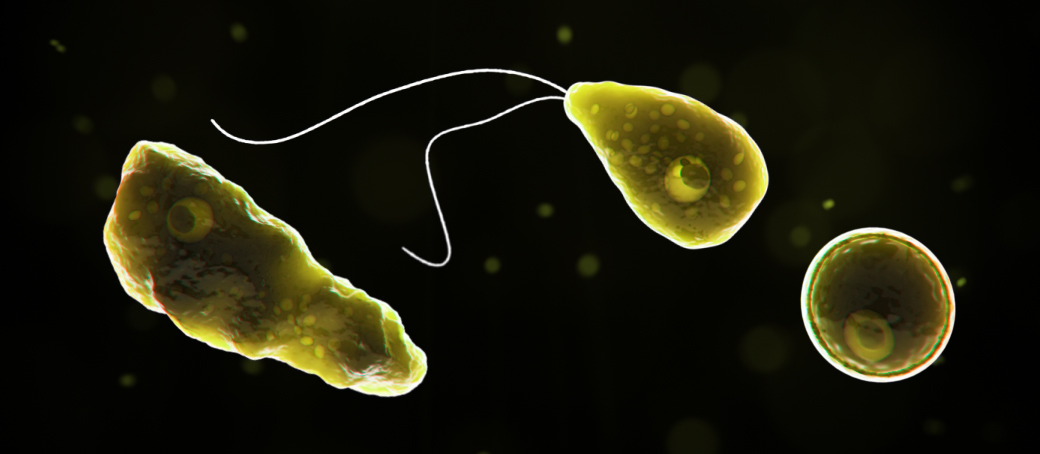
هيكل النيجلرية الدجاجية يشبه العين البشرية

يمكن تشخيص العدوى في المختبر عن طريق الكشف في السائل الدماغي الشوكي (CSF) أو في عينات الأنسجة عن:
الأميبا أو الحمض النووي للأميبا أو المستضد.

## الوقاية
صرح مايكل بيتش، أخصائي الأمراض المنقولة عن طريق المياه في مراكز السيطرة على الأمراض والوقاية منها، في تصريحاته لوكالة أسوشيتيد برس أن ارتداء مشابك الأنف لمنع تلوث المياه الملوثة سيكون حماية فعالة ضد الإصابة ب PAM.
أوصت النصيحة الواردة في بيان صحفي من مراكز السيطرة على الأمراض في تايوان الناس بمنع المياه العذبة من دخول الخياشيم وتجنب وضع رؤوسهم في المياه العذبة أو تحريك الوحل في الماء بالأقدام. عند البدء في المعاناة من الحمى أو الصداع أو الغثيان أو القيء بعد أي نوع من التعرض للمياه العذبة، حتى في الاعتقاد بأنه لم تنتقل أي مياه عذبة عبر الخياشيم، يجب نقل الأشخاص المصابين بهذه الحالات إلى المستشفى بسرعة والتأكد الأطباء مطلعون على تاريخ التعرض للمياه العذبة.

## العلاج
على أساس الأدلة المختبرية وتقارير الحالة، كانت الجرعات البطولية من الأمفوتريسين B هي الدعامة الأساسية التقليدية لعلاج PAM منذ أول ناجٍ تم الإبلاغ عنه في الولايات المتحدة في عام 1982.
غالبًا ما يستخدم العلاج أيضًا العلاج المركب مع مضادات الميكروبات المتعددة الأخرى بالإضافة إلى الأمفوتريسين، مثل فلوكونازول وميكونازول وريفامبيسين وأزيثروميسين. لقد أظهروا نجاحًا محدودًا فقط عند تناوله مبكرًا أثناء الإصابة. يستخدم الفلوكونازول بشكل شائع حيث ثبت أنه له تأثيرات تآزرية ضد نيجلرية عند استخدامه مع الأمفوتريسين داخل المختبر.
في عام 2013، استخدمت أحدث حالتين تم علاجهما بنجاح في الولايات المتحدة مجموعات من الأدوية شملت دواء الميلتيفوزين بالإضافة إلى إدارة درجة الحرارة المستهدفة لإدارة الوذمة الدماغية التي تعد ثانوية للعدوى. اعتبارا من عام 2015، لم تكن هناك بيانات عن مدى قدرة الميلتيفوزين على الوصول إلى الجهاز العصبي المركزي. اعتبارًا من عام 2015، قدّم مركز السيطرة على الأمراض الأمريكي الميلتيفوزين للأطباء لعلاج الأميبات التي تعيش بحرية، بما في ذلك نيجلرية.
في عام 2018، أصبحت فتاة تبلغ من العمر 10 أعوام في مدينة توليدو الإسبانية أول شخص يضاب ب PAM في إسبانيا، وتم علاجها بنجاح باستخدام الأمفوتريسين عن طريق الوريد وداخل الأمعاء.

## النتائج
منذ أول وصف لها في الستينيات، تم الإبلاغ عن سبعة أشخاص فقط في جميع أنحاء العالم نجوا من PAM اعتبارًا من عام 2015، بما في ذلك ثلاثة في الولايات المتحدة وواحد في المكسيك؛ كان أحد الناجين من الولايات المتحدة قد أصيب بتلف في الدماغ ربما يكون دائمًا. يعيش أقل من 1% من المصابين بداء السكري.

## روابط خارجية
- نيجلرية معلومات العدوى الصفحة من مراكز السيطرة على الأمراض والوقاية منها
- نيجلرية معلومات عامة من موقع مراكز السيطرة على الأمراض والوقاية منها